# Nobu Naruse
Nobu Naruse (jap. 成瀬 野生, Naruse Nobu; * 8. Juli 1984 in Hakuba) ist ein ehemaliger japanischer Skilangläufer.

## Werdegang
Naruse nahm von 2001 bis 2014 an Wettbewerben der Fédération Internationale de Ski teil. Bei den Juniorenweltmeisterschaften 2004 im norwegischen Stryn wurde er 24. im Sprint und 54. über zehn Kilometer in der freien Technik. Mit japanischen Langlaufstaffel wurde er Zehnter. Sein erstes Weltcuprennen lief er im März 2004 in Lahti, welches er mit dem 73. Platz im Sprint beendete. Bei der Winter-Universiade 2005 in Innsbruck und Seefeld in Tirol scheiterte er im Sprint als 45. in der Qualifikation und wurde 56. im Massenstartrennen über 30 Kilometer.
Bei den Olympischen Winterspielen 2006 in Turin belegte er den 58. Platz im Skiathlon und den 41. Rang über 15 km klassisch. Seinen ersten Weltcuppunkt holte er im März 2006 in Sapporo mit dem 30. Platz im 30-km-Verfolgungsrennen. Bei der Winter-Universiade 2007 im italienischen Pragelato wurde er 13. im Sprint. Bei den nordischen Skiweltmeisterschaften 2007 in Sapporo erreichte er den 52. Platz über 15 km Freistil. Bei den U23-Weltmeisterschaften 2007 in Tarvisio gewann er Bronze über 15 km Freistil. Im März 2009 erreichte er beim Weltcupfinale in Falun mit dem 23. Platz seine bisher beste Weltcupeinzelplatzierung. Seine besten Platzierungen bei den Olympischen Winterspielen 2010 in Vancouver waren der 35. Platz im 50-km-Massenstartrennen und der 13. Rang im Teamsprint. Im Verfolgungsrennen über 30 Kilometer wurde er 39. und beim Freistilrennen über 15 Kilometer kam er als 49. ins Ziel.
Seit 2010 trat er vorwiegend beim Far East Cup an. Dabei holte er acht Siege und gewann in der Saison 2009/10 und 2012/13 die Gesamtwertung. Bei den Winter-Asienspielen 2011 holte er Silber über 15 km Freistil, im Teamsprint und mit der Staffel. Seine besten Resultate bei den nordischen Skiweltmeisterschaften 2011 in Oslo waren der 48. Platz im Sprint und der sechste Rang mit der Staffel. Beim Massenstartrennen über 50 Kilometer und beim Verfolgungsrennen über 30 Kilometer erreichte er jeweils als 56. das Ziel. Bei den nordischen Skiweltmeisterschaften 2013 im Val di Fiemme erreichte er den 54. Platz über 15 km Freistil und den achten Rang mit der Staffel. Bei den Olympischen Winterspielen 2014 in Sotschi belegte er den 16. Platz mit der Staffel. Anschließend beendete er seine Karriere.

## Siege bei Continental-Cup-Rennen
| Nr. | Datum             | Ort         | Disziplin       | Serie        |
| --- | ----------------- | ----------- | --------------- | ------------ |
| 1.  | 27. Dezember 2007 | Otoineppu   | 7,5 km Freistil | Far East Cup |
| 2.  | 6. Januar 2010    | Sapporo     | 10 km klassisch | Far East Cup |
| 3.  | 7. Januar 2010    | Sapporo     | 10 km Freistil  | Far East Cup |
| 4.  | 7. Januar 2011    | Sapporo     | 10 km Freistil  | Far East Cup |
| 5.  | 27. Dezember 2011 | Otoineppu   | 10 km Freistil  | Far East Cup |
| 6.  | 6. Januar 2012    | Sapporo     | 10 km Freistil  | Far East Cup |
| 7.  | 21. Dezember 2012 | Pyeongchang | 15 km Freistil  | Far East Cup |
| 8.  | 27. Dezember 2012 | Otoineppu   | 10 km Freistil  | Far East Cup |